# Men of the North
Pour plus de détails, voir Fiche technique et Distribution.
Men of the North est un film américain réalisé par Hal Roach, sorti en 1930.

## Fiche technique
- Titre : Men of the North
- Réalisation : Hal Roach
- Scénario : Willard Mack
- Direction artistique : Cedric Gibbons
- Montage : Tom Held
- Société de production : Metro-Goldwyn-Mayer
- Pays de production : États-Unis
- Format : Noir et blanc
- Genre : western
- Durée : 61 minutes
- Date de sortie : 1930

## Distribution
- Gilbert Roland : Louis La Bey alias Monsieur Le Fox
- Barbara Leonard (en) : Nedra Ruskin
- Arnold Korff : John Ruskin
- Robert Elliott : Sergent Mooney
- George Davis : Smith
- Nina Quartero : Woolie-Woolie
- Robert Graves : le prêtre